# Lester Luborsky
Lester Bernard Luborsky (* 15. Mai 1920 in Philadelphia; † 22. Oktober 2009 ebenda) war ein US-amerikanischer Psychologe, Psychoanalytiker und Psychotherapieforscher. Er gilt als einer der Pioniere der empirischen Psychotherapieforschung.

## Leben
Als Kind osteuropäischer Emigranten (Meyer und Celia Luborsky) wurde er in Philadelphia (USA) geboren und wuchs dort auf. Sein Psychologie-Studium an der Duke University schloss er mit dem akademischen Grad des PhD ab. Er arbeitete zwei Jahre an der University of Illinois. Danach gehörte er über elf Jahre der Menninger Foundation an, um dann an die Fakultät der University of Pennsylvania zu wechseln. Von 1973 bis 1974 war Luborsky Präsident der Society for Psychotherapy Research.

## Wissenschaftliche Beiträge
Große Beachtung fanden folgende Arbeiten von Lester Luborsky:

### Das Äquivalenzparadox oder „Dodo-Bird-Verdict“
In einer viel zitierten Übersichtsarbeit über hunderte vergleichender Therapiestudien kam er zu dem Schluss, dass Psychotherapie generell wirksam ist, jedoch keine Unterschiede zwischen den verschiedenen Schulen oder Typen von Psychotherapie zu finden seien. In Anlehnung an Saul Rosenzweig (1936) benutzte er ein Zitat aus Alice in Wonderland, in dem der Dodo nach einem Wettlauf keinen Sieger auswählt, sondern beschließt: Everyone has won and all must have prizes. Dieser Artikel, der als Klassiker der Psychotherapieforschungsliteratur gilt, führte zu einer jahrzehntelangen Kontroverse darüber, ob einzelne Therapieformen nachweislich effektiver als andere seien.

### CCRT Core Conflictual Relationship Theme
Die Forschungsmethode des Core Conflictual Relationship Theme (CCRT) oder zu deutsch zentrales Beziehungskonflikt-Thema (ZBKT) war eine paradigmatische Entwicklung zur Formalisierung und Operationalisierung psychodynamischer, klinischer Konzepte. Er wies damit nach, dass psychodynamische und auch psychoanalytische Konzepte, die aus der klinischen Beobachtung stammen, wissenschaftlicher Untersuchung zugänglich sind. Dieser Nachweis war relevant für die Zurückweisung von Zweifeln an der wissenschaftlichen Untersuchbarkeit psychodynamischer Konzepte.

### Therapeutische Allianz
Die therapeutische Allianz zwischen Patient und Psychotherapeut (auch therapeutische Arbeitsbeziehung genannt) gilt als eine Grundlage einer erfolgreichen Psychotherapie. Lester Luborsky war einer der ersten, der dieses Konstrukt operationalisierte, d. h. Forschungsinstrumente zu seiner Messung und Dokumentation entwarf und validierte.

## Werke
- Lester Luborsky: Einführung in die analytische Psychotherapie: ein Lehrbuch. Göttingen, Zürich : Vandenhoeck und Ruprecht, 2. Aufl. 1995, ISBN 3-525-45780-4
- Lester Luborsky & Paul Crits-Christoph: Understanding Transference: The Core Conflictual Relationship Theme Method, APA Books, 1998.
- L. Alexander, Lester Luborsky: The Penn Helping Alliance Scales. In: Leslie S. Greenberg & W. Pinsof (Hrsg.), The psychotherapeutic process: A research handbook, New York: Guilford Press, 1986, S. 325–366.